# HD 72673
HD 72673 (11 G. Pyxidis) är en ensam stjärna belägen i den mellersta delen av stjärnbilden Kompassen. Den har en skenbar magnitud av ca 6,38 och är mycket svagt synlig för blotta ögat där ljusföroreningar ej förekommer. Baserat på parallaxmätning inom Hipparcosuppdraget på ca 81,9 mas, beräknas den befinna sig på ett avstånd på ca 40 ljusår (ca 12 parsek) från solen. Den rör sig bort från solen med en heliocentrisk radialhastighet på ca 82 km/s.

## Egenskaper
HD 72673 är en solliknande gul till vit stjärna i huvudserien av spektralklass G9 V. Den har en massa som är ca 0,75 solmassor, en radie som är ca 0,85 solradier och har ca 0,44 gånger solens utstrålning av energi från dess fotosfär vid en effektiv temperatur av ca 5 300 K.
HD 72673 är ungefär sex miljarder år gammal och roterar långsamt med en period på ca 40 dygn. Ytmagnetisk aktivitet med en periodisk cykel av 3 050+558
−408 dygn har observerats. Stjärnan har undersökts för bevis på en omgivande stoftskiva eller planeter, men fram till 2012 har ingen upptäckts.